# Louis François Philippe Drouet
Louis François Philippe Drouet (Amsterdam, 1792 – Berna, 1873) fou un compositor i flautista d'origen francès.
Sent encara molt jove es traslladà amb la seva família a París on entrà en el Conservatori. El 1813 començà a donar concerts, i fou agregat a la música de Lluís XVIII; viatjà per Anglaterra on fundà una fàbrica de flautes que no fructificà, després feu gires per Rússia, Itàlia, Suïssa, Alemanya, etc., i el 1840 fou nomenat mestre de capella del duc d'Ernest I de Saxònia-Coburg Gotha, càrrec que desenvolupà durant quinze anys, i on entre d'altres alumnes tingué a Wilhelm Popp. El seu talent d'execució era notable, malgrat d'una certa manca de precisió en l'entonació i un estil poc expressiu.
Drouet s'atribueix la paternitat de la cèlebre romança Partant pour la Syrie molt versemblant des del moment que fou secretari musical de la reina Hortènsia, la qual ignorava per complet la composició, però tenia l'instint musical, taral·lejava al seu plaer, deixant al seu secretari el treball de posar aquelles improvisacions en orde; és molt possible, doncs, que fos obra de tots dos.
Drouet publicà un gran nombre d'obres per a flauta, destacant 10 concerts, fantasies i temes diversos amb orquestra, quartets al piano, trios per a flautes, duets i nombrosos retalls de tot gènere. Va escriure un molt bon Mètode de Flauta.